# Адальберт Баварский
Адальберт Вильгельм Георг Людвиг Баварский (нем. Adalbert Wilhelm Georg Ludwig von Bayern; 19 июля 1828, Мюнхен — 20 января 1875, Мюнхен) — баварский принц из династии Виттельсбахов, младший сын короля Баварии Людвига I и Терезы Саксен-Гильдбурггаузенской.

## Биография
25 августа 1856 года в Мадриде Адальберт женился на испанской инфанте Амалии Филиппине (1834—1905), дочери Франсиско де Паула Испанского и Луизы Бурбон-Сицилийской. Дети:
- Людвиг Фердинанд (1859—1949), в браке с Марией де ла Пас Испанской;
- Альфонс (1862—1933), в браке с Луизой Орлеанской;
- Изабелла (1863—1924), супруга Томмазо Савойского-Генуэзского;
- Эльвира (1868—1943);
- Клара (1874—1941), умерла незамужней.

Считается, что после смерти старшего брата, короля Оттона Греческого, Адальберт стал его главным наследником. На самом деле это право перешло к его старшему брату Луитпольду. 